# پاول سانکوویچ
پاول سانکوویچ (بلاروسی: Павел Паўлавіч Санковіч؛ زادهٔ ۲۹ ژوئن ۱۹۹۰) ورزشکار ورزش شنا اهل بلاروس است.
وی در مسابقات کشوری و بین‌المللی در مجموع برندهٔ ۱ مدال نقره و ۱۰ مدال برنز شده‌است.